# Ричард Столман
Ричард Метју Столман (енгл. Richard Matthew Stallman; Њујорк, 16. март 1953) амерички је програмер, оснивач Покрета за слободни софтвер, пројекта ГНУ и Задужбине за слободни софтвер. Његова главна достигнућа укључују Емакс (касније ГНУ Емакс), ГНУ-ову колекцију компајлера, те ГНУ-ов дебагер. Такође је аутор ГНУ-ове опште јавне лиценце, најупотребљаваније лиценце за слободни софтвер, која је започела концепт копилефта.
Још од средине 1990-их, Столман већину свог времена проводи у вођењу политичких кампања против софтверских патената и проширивања закона о ауторским правима, као и у заговарању слободног софтвера. Време које још увек успева да одвоји за програмирање посвећује развоју ГНУ Емакса.

## Биографија
Столман је рођен на Менхетну од мајке Алис Липман. Његов први контакт са рачунаром је био током 1969, у завршној години средње школе. Запослио се у IBM-овом Научном центру у Њујорку, Столман је провео лето након завршетка средње школе пишући свој први програм, претпроцесор за програмски језик PL/I на IBM 360 машини. Касније је рекао: „Најпре сам га написао у PL/I, затим сам га поново почео у асемблеру када је програм у PL/I језику постао превелик да стане у рачунар.” (Вилијамс 2002, поглавље 3)
Истовремено је био и добровољни асистент у лабораторији катедре за биологију при Универзитету Рокфелер. Мада се већ кретао ка каријери у математици и физици, његов аналитички ум је толико импресионирао управника лабораторије да је неколико година након одласка на колеџ, његова мајка примила телефонски позив. Она се присећа: „Био је то професор са Рокфелер универзитета. Желео је да сазна како се Ричард сналази. Био је изненађен када је сазнао да се бави рачунарима. Увек је мислио да ће Ричард имати успешну каријеру као биолог.” (Вилијамс 2002, поглавље 3)
У јуну 1971, као бруцош на Универзитету Харвард (дипломирао је физику 1974), Столман постаје програмер у MIT-овој Лабораторији за вештачку интелигенцију, где постаје део хакерске заједнице. Током ових година био је познатији по својим иницијалима — „РМС”. У првом издању Хакерског речника, написао је: „Ричард Столман је само моје земаљско име; можете ме звати РМС.”

### Пропадање хакерске културе MIT-а
Током 1980-их, хакерска заједница у којој је Столман живео је почела да се разуђује. Појава преносивог софтвера, који се може покренути на различитим рачунарима, значила је да могућност да корисници прилагођавају и деле софтвер који долази са рачунаром представља проблем у пословном моделу произвођача рачунара. Да би спречили да се њихов софтвер користи на рачунарима других произвођача престали су да дистрибуирају изворни код и почели да ограничавају копирање и редистрибуцију свог софвтера штитећи га ауторским правима. Такав софтвер је постојао и раније, али више се од њега није могло побећи.
Године 1980. Ричард Гринблат, један од хакера у лабораторији за вештачку интелигенцију, основао је компанију Lisp Machines inc. да би продавао Lisp машине, које су он и Том Најт направили у лабораторији. Гринблат је одбио спољашње инвестиције, верујући да би се добици остварени продајом машина могли уложити у даљи раст компаније. Насупрот томе, Рас Нофтскер и други хакери су веровали да је продаја једног дела акција за готов новац бољи прилаз. Како није могло доћи до договора, већина преосталих хакера из лабораторије је основало Симболикс. Симболикс је запослио већину преосталих хакера који су затим напустили лабораторију. Симболикс је натерао Гринблата да да отказ цитирајући полису MIT-а. Иако су обе компаније производиле власнички софтвер, Столман је веровао да је LMI, за разлику од Симболикса, покушао да избегне растурање лабораторије.
Током две године, од 1982. до краја 1983, Столман је самостално уложио труд да спречи програмере Симболикса да добију монопол на рачунаре из лабораторије. До тог времена он је већ био последњи хакер своје генерације у лабораторији. Одбио је будућност у којој би морао да потпише уговор о неоткривању и да чини друге ствари које би сматрао издајом својих принципа, и одабрао је да свој рад дели са другима за шта је сматрао да је у духу класичне научне сарадње.
Столман тврди да корисници софтвера треба да имају слободу, и да слободу „деле са својим комшијом”, да буду у могућности да уче и чине промене на софтверу који користе. Стално је говорио да су покушаји произвођача власничког софтвера да забране овакве ствари „асоцијални” и „неетички”. Фраза „софтвер жели да буде слободан” се често погрешно приписује њему, али Столман тврди да је ово погрешно тумачење његове филозофије Такође тврди да је слобода битна због добробити корисника и друштва у целини, а не само зато што може да води бољем софтверу. Доследан томе, у јануару 1984, је дао отказ на MIT-у да би све време посветио ГНУ пројекту, који је најавио у Септембру 1983. Није завршио докторске студије, али је награђен са четири почасне докторске титуле (види Признања).

### Оснивање ГНУ-а
Године 1985, Столман је објавио манифест ГНУ-а, који приказује његову мотивацију за креирање слободног оперативног система под називом ГНУ, који би био компатибилан са јуниксом. Име ГНУ је рекурзивни акроним за „Гну није јуникс”. Убрзо након тога, обједињује непрофитну организацију Задужбина за слободни софтвер за запошљавање програмера слободног софтвера и за пружање легалне инфраструктуре за заједницу слободног софтвера.
У 1985. години, Столман је изумео и популаризовао концепт копилефта, легалног механизма за заштиту права на модификацију и редистрибуцију слободног софтвера. Први пут је укључен у лиценцу Гну Емакса, а 1989. је објављена и прва ГНУ општа јавна лиценца независна од програма. До тада је био завршен добар део система ГНУ, са приметним недостатком језгра. Чланови ГНУ пројекта су започели језгро под називом ГНУ Херд 1990. али се ризична одлука о дизајну показала као лоша те је развој Херда био спор.
Направивши софтверске алатке потребне за развој софтвера, и објавивши уопштену лиценцу која се могла применити на било који софтверски пројекат, Столман је олакшао другима да пишу слободан софтвер независно од ГНУ пројекта. 1991. један такав независан пројект је изродио језгро Линукса. Он је могао бити комбинован са системом ГНУ и тако чинити потпун оперативни систем. Већина људи користи име Линукс да би се обратили комбинацији Линуксовог језгра и система ГНУ, што неки виде као неправедно умањење значаја пројекта ГНУ.

## Терминологија
Столман сматра за веома важно које речи људи користе када причају о вези софтвера и слободе. Нарочито, и стално моли људе да кажу „слободан софтвер”, „ГНУ/Линукс”, и да избегавају термин „Интелектуална својина”. Његови захтеви да људи користе одређене термине и његов стални труд да објасни људима важност терминологије су извор сталног неслагања међу неким деловима заједнице слободног и отвореног софтвера.
Један од његових услова да дā интервју новинару јесте да се новинар сложи са одређеном терминологијом. Понекада чак захтева од новинара да прочита делове филозофије ГНУ-а пре интервјуа, „због ефикасности”.. Овим стилом је зарадио репутацију да је „тежак за одржавање” Познато је и да је одбијао позиве да држи говор услед неслагања са терминологијом

### Слободан софтвер
У енглеском језику, иста реч, free, се користи да означи појмове „слободан” и „бесплатан”. Због тога постоји забуна око израза free software („слободан софтвер”) који неки људи схватају као „бесплатан софтвер”. Ово је потпуно небитно за српски језик, али је значајно за разумевање одређених покрета унутар заједнице слободног софтвера.
Столман прихвата шпанску верзију термина „слободан софтвер” („Libre Software”), комбинацију термина у облику „Флос” (енгл. FLOSS — Free/Libre/Open Source Software), и „неокован софтвер”, али му се више свиђа „free software” јер је пуно енергије уложено у тај израз (са сличним разлозима заговара термин „власнички софтвер” пре него „софтвер затвореног кода”, када се говори од софтверу који није слободан).
Термин „слободан софтвер”, ипак, може значити „софтвер без ограничења” или „бесплатан софтвер” или оба. Током година људи су се трудили да нађу неки интуитивнији и недвосмислен термин.
Столман се противи томе да термин „отворени код” замени термин „слободан” јер, по њему, он крије циљ слободе. Он одбија интервјуе за приче које би његов рад означиле са „отворени код”, тврдећи да би се тиме погрешно представили његови погледи.

### ГНУ/Линукс
Столман је захтевао да се термин ГНУ/Линукс користи када се помиње оперативни систем направљен комбинацијом непотпуног система ГНУ и Линуксовог језгра. Он тврди да се губи веза између филозофије пројекта ГНУ и његовог софтвера када људи ту комбинацију називају „Линукс”.

### Права на копирање, патенти и ознаке
Столман тврди да је израз „интелектуална својина” скован да би збунио људе, и да се користи да би спречио интелектуалну расправу о законима који је се тичу спајајући области закона који немају ништа заједничко. Иако није правник, он каже да је позивање на ове законе као „власничке” смишљено да би се слушаоци спречили да размишљају о овим проблемима.
Ови закони су се појавили одвојено, развијани су независно, покривају различите радње, имају другачија правила и узрокују различите примене. Закон о ауторском праву је направљен да би промовисао ауторство и уметност, и покрива детаље рада везане за уметност. Закон о патентима је направљен да би охрабрио објављивање идеја, за цену ограниченог монопола на ове идеје — цена која је вредна плаћања у неким областима али не и у другим. Закон о ознакама није намењен промовисању пословних активности, него једноставно да омогући да купци знају шта купују— Да ли сте рекли „интелектуално власништво”? (језик: енглески)

### Терминолошки проблеми мањег значаја
Столман је препоручио избегавање термина који наводе на погрешан закључак и коришћење других, нарочито:
- „патент за софтверске идеје” уместо уобичајени израз „софтверски патент”, тврдећи да овај други даје погрешан утисак да патент покрива цео софтвер.
- „Само униформна наплата” уместо „Разумна и недискриминаторска”, тврдећи да обавезна ауторска права било које врсте врше дискриминацију слободног софтвера јер дистрибутери слободног софтвера не могу да изброје број копија који се користи (ова брига мучи већи део заједнице слободног и отвореног софтвера,[10] па ипак Столманов термин није у широј употреби).
- избегавање израза „пиратерија” за дело копирања информације, тврдећи да се, пошто израз „пиратерија” означава чин пљачкања и поробљавања на мору, он злоупотребљава од стране данашњих корпорација не би ли тиме дали већи значај чину копирања софтвера и других неопипљивих ствари.
- „Покварени компакт-дискови” или „Неисправни компакт-дискови” да се користи за све компакт-дискове за дигиталне аудио дискове који користе неку технологију спречавања копирања, тврдећи да они крше стандард по црвеној књизи, примећујући да се у последње време такви дискови штампају без ознаке „компакт-диск”.
- „Издајничко коришћење рачунара” уместо „поверљиво коришћење рачунара”, тврдећи да то ограничава слободе корисника.
- „Контрола дигиталних ограничења” уместо „Контрола дигиталних ауторских права”

## Говори
Још од раних деведесетих година 20. века, већину свог времена је провео као учесник у политичким кампањама. Наслови три говора које најчешће држи су „ГНУ пројекат и Покрет слободног софтвера”, „Опасност од софтверских патената”, и „Ауторска права и заједница у времену рачунарских мрежа”. Дао је и пуно изјава на конференцијама, укључујући и прву конверенцију Викиманија, 2005. године.

## Критике
Столмана често описују као особу са којом је јако тешко радити. Конкретно, тим Икс Емакса је направио листу конкретних замерки на рад са Столманом које су их приморале да одвоје пројекат.. Ове жалбе укључују критике технолошке природе и оне које се тичу међуљудских односа, посебно издвајају да је Столманов став ка компромису мотивисан више политиком него жељом да се дође до најбољег техничког решења. Џејми Завински је објавио архиву електронских писама која се тичу историје раздвајања између Емакса и Икс Емакса Он цитира недостатке у дизајну дизајна Емакса и Столманове неспособности да заступа рад. Столман, с друге стране, описује тим Икс Емакса као несараднички Улрих Дрепер је записао своје жалбе на Столмана у објавним примедбама за glibc 2.2.4, где га оптужује за покушај „насилног преузимања” пројекта.
Столманово инсистирање на коришћењу израза „ГНУ/Линукс” неки описују као саможивост, на пример Линус Торвалдс га је назвао „једноставно бесмисленим”.

## Занимљивости
- Столман је аутор песме о слободном софтверу
- Столман је љубитељ научне фантастике и повремено одлази на конвенције.
- Столман је POSIXу дао име.
- 1977. Столман је објавио и алгоритам за вештачку интелигенцију систем за одржавање истине назван „dependency-directed backtracking”. Рад је урадио заједно са Џералдом Џејом Сусманом. На тај рачун се и шали: „Овиме компјутер може да избегне експлозију када му поставите контрадикторно питање”[15]
- Када је упитан ко су му били узори, одговорио је да се диви Мартину Лутеру Кингу млађем, Нелсону Мандели, Аунг Сан Су Ћи, Ралфу Нејдеру, и Денису Куциничу. Такође је рекао: „Дивим се Френклину Рузвелту и Винстону Черчилу, иако се не слажем са неким стварима које су урадили.”
- Столман никада није научио програмски језик Јава. Мало је програмирао у Јави, али је користио програмски језик  и Lisp.
- Столман није учествовао у контракултури током шездесетих, али налази да је њено одбацивање богатства животна инспирација.
- Столман је језгро ГНУ Херд најпре назвао „Аликс” по тадашњој девојци, која је одржавала системе јуникс и рекла пријатељима „Требало би да назову језгро по мени”
- Столман течно говори енглески и француски, скоро течно и шпански, и сналази се са индонежанским. Учио је латински, кинески, мађарски и навахо, али није достигао ниво да комуницира на тим језицима. Сматра да је језиком овладао када може да смишља досетке на том језику[16]
- Током 2004. када су га питали, препоручио је људима Уга Чавеза, и да гласају „против” на Венецуеланском референдуму о опозивању 2004.
- Документарни филм „Револуционарни оперативни систем” садржи интервјуе са Столманом.
- Столман је основао и Лигу за Програмерску слободу 1989. да би се борио против софтверских патената и ауторских права над графичким окружењима. Лига никада није достигла јачину којој се Столман надао и временом је постала неактивна.
- Током 1999., Столман је позвао на развој бесплатне интернет енциклопедије тако што би сви људи писали чланке. Енциклопедија је требало да носи назив „ГНУпедија”[17]
- Столман не уме да плива
- Столман је у саветодавном одбору Телесура, јужноамеричке телевизијске станице.
- Столман је направио Емакс који је популарност делио са другим едитором — Вимом, који је призвао и ратове едитора. Столман је на ово реаговао шаљиво прогласивши себе за Светог Игнуција (Црква Емакса).[18]
- Линус Торвалдс је рекао: „Размишљајте о Столману као о врхунском филозофу, а о мени као о инжењеру”[19]
- Годинама је Столманов налог на рачунарима Фондације за слободан софтвер имао празну лозинку, јер Столман верује у што мање ограда могуће.[20] Овако је свако могао да користи Столманов налог у било које сврхе. Растом популарности Интернета и растом вандализма и хаковања са система фондације био је приморан да користи тајну лозинку.

## Признања
Столман је добио бројна признања и награде за свој рад, између којих и:
- 1990: чланство у Макартуровој задужбини
- 1991: Удружење за рачунарске машине „за пионирски рад на развоју Емакса”
- 1996: Почасни докторат од Шведског краљевског института за технологију
- 1998: Награду фондације „Електронска крајина” (енгл. Electronic Frontier) по називу „Пионирска награда”
- 1999: Награда Јуриј Рубински
- 2001: Други почасни докторат Универзитета у Глазгову
- 2001: награда „Такеда” за рад на социоекономији
- 2002: Чланство у Америчкој националној академији за инжињеринг
- 2003: Трећи почасни докторат Бриселског универзитета
- 2004: Четврти почасни докторат Националног универзитета Салте[21]
- 2004: Почасни професор Националног универзитета Перуа

## Одабрана дела
- Столман, Ричард М. и Сусман, Џералд Џ. (новембар 1975). „Heuristic Techniques in Computer-Aided Circuit Analysis”, издавач „IEEE Transactions on Circuits and Systems”, том CAS-22 (11)
- Столман, Ричард М. и Сусман, Џералд Џ. (1977). „Forward Reasoning and Dependency-Directed Backtracking In a System for Computer-Aided Circuit analysis”, издавач „Artificial Intelligence 9” стране 135-196
- Столман, Ричард М. (1981). „EMACS: The Extensible, Customizable, Self-Documenting Display Editor”. Кембриџ, Масачусетс: MIT. објављено у центру за истраживање вештачке интелигенције MIT AIM-519A.[мртва веза]
- Stallman, Richard (2002). GNU Emacs Manual. Cambridge, Massachusetts: Free Software Foundation. ISBN 978-1-882114-85-6.
- Stallman, Richard (2002). Free Software, Free Society: Selected Essays of Richard M. Stallman. Cambridge, Massachusetts: Lulu.com. ISBN 978-1-882114-98-6.
- Stallman, Richard; McGrath, Roland; Smith, Paul D. (2004). GNU Make: A Program for Directed Recompilation : GNU Make Version 3.81. Cambridge, Massachusetts: Free Software Foundation. ISBN 978-1-882114-83-2.